# Garnavillo
Garnavillo és una població dels Estats Units a l'estat d'Iowa. Segons el cens del 2000 tenia 754 habitants.

## Demografia
Segons el cens del 2000, Garnavillo tenia 754 habitants, 327 habitatges, i 205 famílies. La densitat de població era de 330,8 habitants/km².
Dels 327 habitatges en un 23,9% hi vivien nens de menys de 18 anys, en un 50,2% hi vivien parelles casades, en un 7,6% dones solteres, i en un 37,3% no eren unitats familiars. En el 32,1% dels habitatges hi vivien persones soles el 21,7% de les quals corresponia a persones de 65 anys o més que vivien soles. El nombre mitjà de persones vivint en cada habitatge era de 2,19 i el nombre mitjà de persones que vivien en cada família era de 2,72.
Per edats la població es repartia de la següent manera: un 19,9% tenia menys de 18 anys, un 5,6% entre 18 i 24, un 21,5% entre 25 i 44, un 24,8% de 45 a 60 i un 28,2% 65 anys o més.
L'edat mediana era de 47 anys. Per cada 100 dones de 18 o més anys hi havia 92,4 homes.
La renda mediana per habitatge era de 35.694 $ i la renda mediana per família de 44.107 $. Els homes tenien una renda mediana de 27.000 $ mentre que les dones 20.227 $. La renda per capita de la població era de 20.964 $. Entorn del 2,4% de les famílies i el 9,3% de la població estaven per davall del llindar de pobresa.

## Poblacions més properes
El següent diagrama mostra les poblacions més properes.